# Lavegadas
Lavegadas es una freguesia portuguesa del concelho de Vila Nova de Poiares, con 11,23 km² de superficie y 249 habitantes (2001). Su densidad de población es de 22,2 hab/km².